# Działanie rolnośrodowiskowe
Działanie rolnośrodowiskowe – rodzaj wspierania przedsięwzięć związanych z ochroną gleby, wody, krajobrazu, środowiska i klimatu zawartego w ramach programu rozwoju obszarów wiejskich. Działanie wchodziło w zakres II filara WPR i w latach 2000–2006 wspierane było w ramach Sekcji Orientacji Europejskiego Funduszu Orientacji i Gwarancji Rolnej. W kolejnych dwóch perspektywach finansowych obejmujących lata 2007–2013 oraz 2014-2020 działanie wspierane było z Europejskiego Funduszu Rolnego na rzecz Rozwoju Obszarów Wiejskich.

## Regulacje europejskie w zakresie działania rolnośrodowiskowego
W rozporządzeniu Rady (WE) z 1999 r. w sprawie wsparcia rozwoju obszarów wiejskich wspieranie związanego z działaniami rolnośrodowiskowymi funkcjonowało pod nazwą „Agrośrodowisko”.
Celem działania było wsparcie metod produkcji rolniczej zaprojektowane w celu ochrony środowiska i utrzymania terenów wiejskich.
Wsparcie takie promuje:
- sposoby użytkowania użytków rolnych zgodnych z zasadami ochrony i poprawy jakości środowiska, krajobrazu i jego elementów, zasobów naturalnych, gleby i różnorodności genetycznej,
- przyjazną dla środowiska ekstensyfikację rolnictwa i nisko intensywne systemy wypasania,
- zachowanie środowisk rolnych o wysokiej wartości przyrodniczej, które są zagrożone,
- utrzymanie krajobrazu i cech historycznych użytków rolnych,
- stosowanie planowania środowiskowego w praktyce rolniczej.

Wsparcie przyznawane było rolnikom, którzy zobowiązali się do stosowania praktyk agrośrodowiskowych przez okres co najmniej pięciu lat. Zobowiązania agrośrodowiskowe obejmowało więcej, niż tylko stosowanie zwyczajnej dobrej praktyki rolniczej.
Wsparcie w zakresie zobowiązań agrośrodowiskowych przydzielane było corocznie i obliczane było na podstawie:
- utraconych dochodów,
- dodatkowych kosztów wynikających z tego zobowiązania,
- potrzeby zapewnienia zachęty finansowej.

Koszt znacznych niedochodowych prac niezbędnych dla wypełnienia zobowiązań uwzględnione było także przy obliczaniu poziomu corocznego wsparcia.
Maksymalne kwoty wsparcia Wspólnoty wynosiły:
- 600 euro na ha na rok przy uprawach jednorocznych;
- 900 euro na ha na rok przy specjalnych uprawach wieloletnich;
- 450 euro na ha rocznie przy innych formach użytkowania ziemi.

Kwoty wyliczane były w oparciu o powierzchnię gospodarstwa, do której stosowane były zobowiązanie agrośrodowiskowe.

## Płatności rolnośrodowiskowe w ramach PROW 2007–2013
W rozporządzeniu Rady (WE) z 2005 r. w sprawie wsparcia rozwoju obszarów wiejskich płatności rolnośrodowiskowe udzielane były rolnikom, którzy dobrowolnie podejmowali zobowiązania rolnośrodowiskowe. Płatności rolnośrodowiskowe mogły być udzielane innym osobom gospodarującym gruntami.
Płatności rolnośrodowiskowe obejmowały zobowiązania, które nawiązywały do rozporządzenia Rady (WE) nr 1782/2003, określające wymogi podstawowe w zakresie zarządzania oraz zasad dobrej kultury rolnej zgodnej z ochroną środowiska. Wymogi podstawowe w zakresie zarządzania dotyczyły:
- zdrowia publicznego, zdrowie zwierząt oraz zdrowotność roślin,
- środowiska,
- dobrostanu zwierząt.

Zasady dobrej kultury rolnej zgodnej z ochroną środowiska stanowiły, aby wszystkie grunty rolne utrzymywane były w dobrej kulturze rolnej zgodnej z ochroną środowiska.
Zobowiązania rolnośrodowiskowe podejmowane były na okres od pięciu do siedmiu lat. Płatności udzielane były corocznie i obejmowały dodatkowe koszty i utracone dochody wynikające z podjętego zobowiązania. Wsparcie ograniczone było do wysokości maksymalnej kwot wynoszącej na rok;
- 600 euro na ha przy uprawach jednorocznych;
- 900 euro na ha przy specjalnych uprawach wieloletnich;
- 450 euro na ha przy innym użytkowaniu gruntów;
- 200 euro na ha na dużą jednostkę przeliczeniową inwentarza obejmującą lokalne rasy zagrożone wyginięciem.

Wsparcie mogło zostać udzielone dla zachowania zasobów genetycznych w rolnictwie.

## Działania rolno-środowiskowo- klimatyczne w świetle PROW 2014–2020
W rozporządzeniu Parlamentu Europejskiego i Rady (UE) z 2013 r. w sprawie rozwoju obszarów wiejskich działanie rolnośrodowiskowe rozszerzone zostało o klimat.
Płatności rolno-środowiskowo-klimatyczne udzielane były rolnikom, grupom rolników i innym zarządcom gruntów, którzy dobrowolnie podejmowali się przeprowadzenia zobowiązań w tym zakresie.
Zobowiązania płatności rolno-środowiskowo-klimatyczne nawiązywało do rozporządzenia (UE) nr 1306/2013 dotyczących finansowania wydatków oraz do rozporządzenia (UE) nr 1307/2013, w którym stwierdzono, że należy utrzymywać użytki rolne w stanie, dzięki któremu nadają się one do wypasu lub uprawy.
Państwa członkowskie zapewniały, aby osoby podejmujące się przeprowadzenia operacji w ramach działania wyposażone były w wiedzę i informacje wymagane do realizacji operacji.
Zobowiązania w ramach działania rolno-środowiskowo-klimatycznego podejmowane były na okres od pięciu do siedmiu lat. Płatności udzielane były corocznie i rekompensowały beneficjentom całość lub część dodatkowych kosztów i dochodów utraconych w wyniku podjętych zobowiązań.
Wsparcie ograniczone było do wysokości maksymalnych kwot wynoszących na rok:
- 600 euro na ha przy uprawach jednorocznych;
- 900 euro na ha przy specjalnych roślinach wieloletnich;
- 450 euro na ha innych użytkach rolnych;
- 200 euro na ha na dużą jednostkę przeliczeniową inwentarza obejmującą lokalne rasy zagrożone wyginięciem.